# تپه فریمان
تپه فریمان مربوط به سده‌های اولیه و میانه دوران‌های تاریخی پس از اسلام است و در شهرستان اسفراین، بخش مرکزی، دهستان روئین، ۶ کیلومتری شمال غرب شهر اسفراین واقع شده و این اثر در تاریخ ۱۸ شهریور ۱۳۸۷ با شمارهٔ ثبت ۲۳۳۱۲ به‌عنوان یکی از آثار ملی ایران به ثبت رسیده است.